# Straat Polillo
De Straat Polillo is een zeestraat in de Filipijnen. Deze straat scheidt Polillo van het grootste Filipijnse eiland Luzon. De straat is op het smalste stuk ruim 18 kilometer breed en vormt een verbinding tussen de Filipijnenzee in het noorden en de Lamonbaai in het zuiden.